# Marta Eggerth

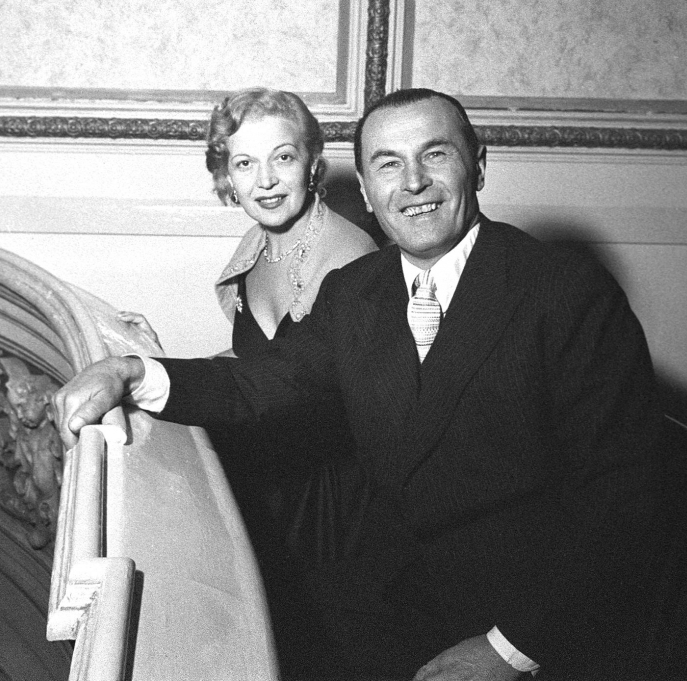
Het echtpaar Kiepura-Eggerth in 1954

Marta Eggerth (Boedapest, 17 april 1912 – Rye, 26 december 2013) was een Hongaars-Amerikaanse actrice en operettezangeres.
Eggerth werd geboren in Boedapest als dochter van een sopraan en een bankdirecteur. Ze begon op jonge leeftijd met zingen en maakte op haar elfde haar debuut in een operette. Ze speelde onder meer in opera's van Max Reinhardt. In de jaren '30 werd Eggerth ontdekt door de filmindustrie. Ze acteerde in het Hongaars, Engels, Duits, Frans en Italiaans. Haar filmcarrière duurde tot 1957. In 1999 speelde ze nog even in een aflevering van Tatort (Nie wieder Oper). 
Ze huwde in 1936 met tenor Jan Kiepura. Midden jaren dertig vormden zij een van de populairste paren in de Europese kunstwereld. In de Poolse wintersportplaats Krynica-Zdrój bezaten zij Hotel Patria, dat een ontmoetingsplaats voor de Europese jetset werd. Na de opkomst van het nationaalsocialisme emigreerde het echtpaar naar de Verenigde Staten.
Eggert overleed op 26 december 2013 op 101-jarige leeftijd.

## Films
- Csak egy kislány van a világon (1930)
- Let's Love and Laugh (1931)
- Die Bräutigamswitwe, (1931)
- Trara um Liebe (1931)
- Der Draufgänger (1931)
- Eine Nacht im Grandhotel (1931)
- Moderne Mitgift (1932)
- Where Is This Lady? (1932)
- Der Frauendiplomat (1932)
- Ein Lied, ein Kuß, ein Mädel (1932)
- Once There Was a Waltz (1932)
- Traum von Schönbrunn (1932)
- Das Blaue vom Himmel (1932)
- Kaiserwalzer (1933)
- The Flower of Hawaii (1933)
- Der Zarewitsch (1933)
- Mein Herz ruft nach dir (1934)
- Die Czardasfürstin (1934)
- Unfinished Symphony (Leise flehen meine Lieder, 1934)
- Mon cœur t'appelle (1934)
- Ihr größter Erfolg (1934)
- The Divine Spark (1935)
- Die Blonde Carmen (1935)
- Casta diva (1935)
- Die Ganze Welt dreht sich um Liebe (1935)
- E lucean le stelle (1935)
- La Chanson du souvenir (1936)
- Das Schloß in Flandern (1936)
- Where the Lark Sings (1936)
- Das Hofkonzert (1936)
- La chanson du souvenir (1937)
- Zauber der Bohème (1937)
- Immer wenn ich glücklich bin..! (1938)
- For Me and My Gal (1942)
- Presenting Lily Mars (1943)
- Addio Mimí! (1947)
- Valse brillante (1949)
- Addio Mimi! (1949)
- Das Land des Lächelns (1952)
- Frühling in Berlin (1957)

- Biblioteca Nacional de España: XX1010544
- Bibliothèque nationale de France: cb13926069z (data)
- Gemeinsame Normdatei: 123788919
- International Standard Name Identifier: 0000 0000 8398 6362
- Library of Congress Control Number: n97864840
- Nationale Bibliotheek van Letland: 000342517
- MusicBrainz: e717071f-12a3-4308-ac8d-54b9523fac50
- Nationale bibliotheek van Australië: 55145343
- Nationale Bibliotheek van Israël: 987007404797105171
- Nationale Bibliotheek van Polen: a0000002138921
- Virtual International Authority File: 86543631
- WorldCat: E39PBJwXbPgT7bCcmxyVd9Vgrq